# Melanella oldroydae
Melanella oldroydae är en snäckart som beskrevs av Bartsch 1917. Melanella oldroydae ingår i släktet Melanella och familjen Eulimidae. Inga underarter finns listade i Catalogue of Life.